# Reopexia
La reopexia es la rara propiedad de algunos fluidos no newtonianos de mostrar variaciones dependientes con el tiempo de su viscosidad; así, cuanto más tiempo se encuentra el fluido en cuestión bajo la influencia de esfuerzos cortantes, mayor es su viscosidad. Los fluidos reopécticos, como algunos lubricantes, se espesan o solidifican al ser agitados. El comportamiento opuesto, por el que los fluidos se hacen menos viscosos cuanto más tiempo experimentan esfuerzos cortantes, se denomina tixotropía, y es mucho más común.
Algunos ejemplos de fluidos reopécticos incluyen las pastas de yeso y algunas tintas de impresora.
Existe una vía de investigación muy activa respecto de posibles nuevos procedimientos para sintetizar materiales reopécticos. Hay un gran interés en los posibles usos militares de esta tecnología. Además, han comenzado a aparecer aplicaciones en el mercado del deporte de competición. Armaduras corporales y blindajes para vehículos de combate son áreas clave en la que se están realizando esfuerzos para hacer uso de materiales reopécticos. También se están llevando a cabo trabajos para aplicar estos materiales en otros tipos de equipo de protección, percibiéndose una utilidad potencial en su capacidad para reducir la tensión de impacto en atletismo, deportes de motor, accidentes de transporte y paracaidismo. En particular, se está diseñando calzado dotado de sistema de absorción de impactos basado en fluidos reopécticos para mejorar las funciones de soporte y agarre.

## Confusión entre fluidos reopécticos y dilatantes
Un ejemplo incorrecto, comúnmente invocado para demostrar el comportamiento reopéctico, es el de la maicena mezclada con agua, que aparece como un fluido muy viscoso de color blanco. Se trata de un experimento barato y sencillo, cuyo resultado puede ser recogido manualmente en estado prácticamente sólido, pero que fluye con facilidad cuando no se encuentra bajo ninguna presión. Sin embargo, la mezcla de maicena y agua es, en realidad, un fluido dilatante, ya que no muestra el comportamiento dependiente del tiempo y los esfuerzos cortantes propio de los fluidos reopécticos. Un auténtico fluido reopéctico, al ser agitado, comenzaría siendo líquido y se iría espesando con el tiempo en tanto se mantuviera la agitación.
- Datos: Q181639